# Gjon Kujxhija
Gjon Kolë Kujxhija (Scutari, 11 maggio 1920 – Firenze, 25 settembre 1943) è stato un musicista e musicologo albanese.

## Biografia
Nacque l'11 maggio 1920 a Scutari, nell'allora Principato d'Albania, crescendo nel quartiere Gjuhadoli; fu figlio di Kolë Kujxhija ed ebbe almeno cinque fratelli, Zef, Ndoc, Çeçilja, Lin, Injac e Viktor. Conclusa la scuola primaria, proseguì gli studi al liceo Illyricum dei padri francescani, dove fu notato dal compositore Martin Gjoka, e si diplomò nel 1939, un anno dopo la morte del padre. Si trasferì a Firenze con una borsa di studio per frequentare il conservatorio Luigi Cherubini e nel capoluogo toscano iniziò a raccogliere informazioni sulla musica popolare albanese, pubblicando nel giugno 1943 il primo volume dell'opera Valle Kombëtare.
La sua vita fu prematuramente stroncata dal bombardamento alleato del 25 settembre 1943.
La sua figura fu scarsamente considerata durante il regime socialista, da cui i suoi fratelli furono perseguitati, venendo rielaborata dopo la caduta del comunismo dai musicologi Tonin Harapi ed Eno Koço.